# Districten van Japan
Het district (郡, gun) was een lokale administratieve eenheid in Japan tussen 1878 en 1921. De districten hebben geen politieke of administratieve functie meer. Ze zijn enkel belangrijk voor het Japanse postsysteem, dat de indeling gebruikt voor de identificatie van de locatie van dorpen en steden. Het district bevindt zich tussen het niveau van de gemeente en de prefectuur. Steden hangen rechtstreeks af van de  prefecturen en zijn onafhankelijk van de districten.

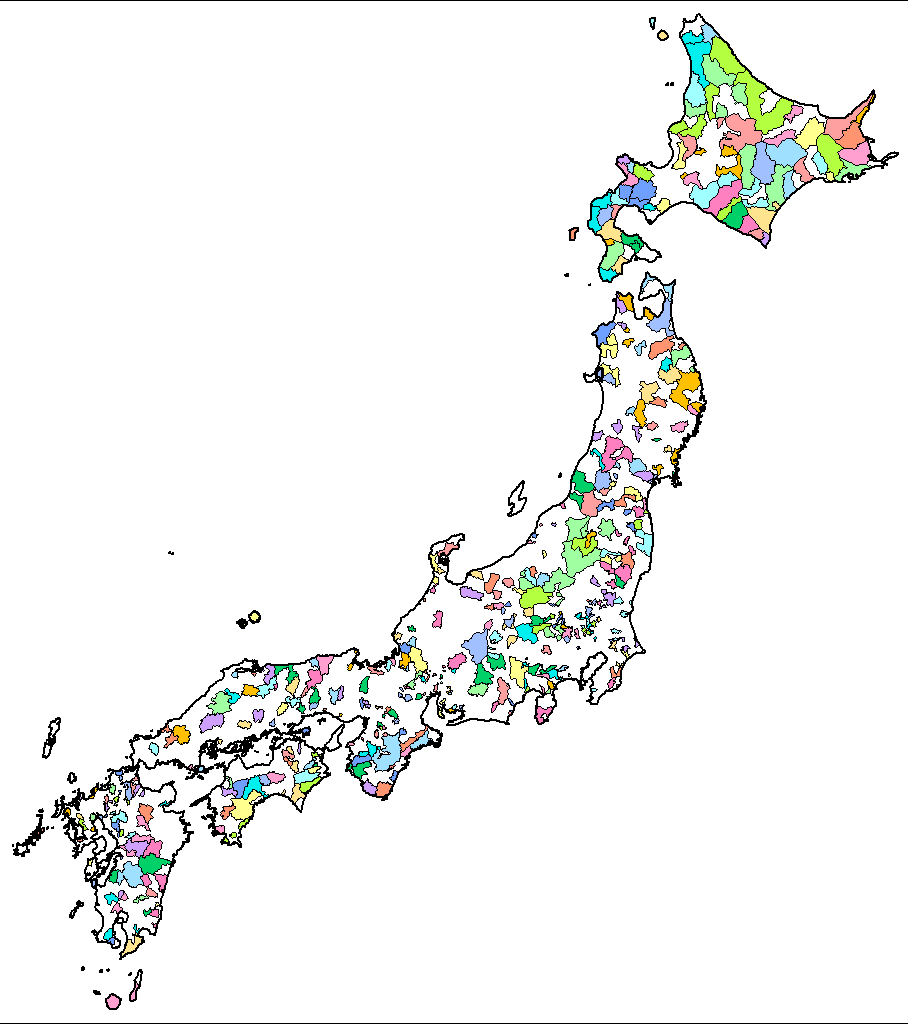
Kaart van de ligging van de Japanse districten